# Hubert Opperman

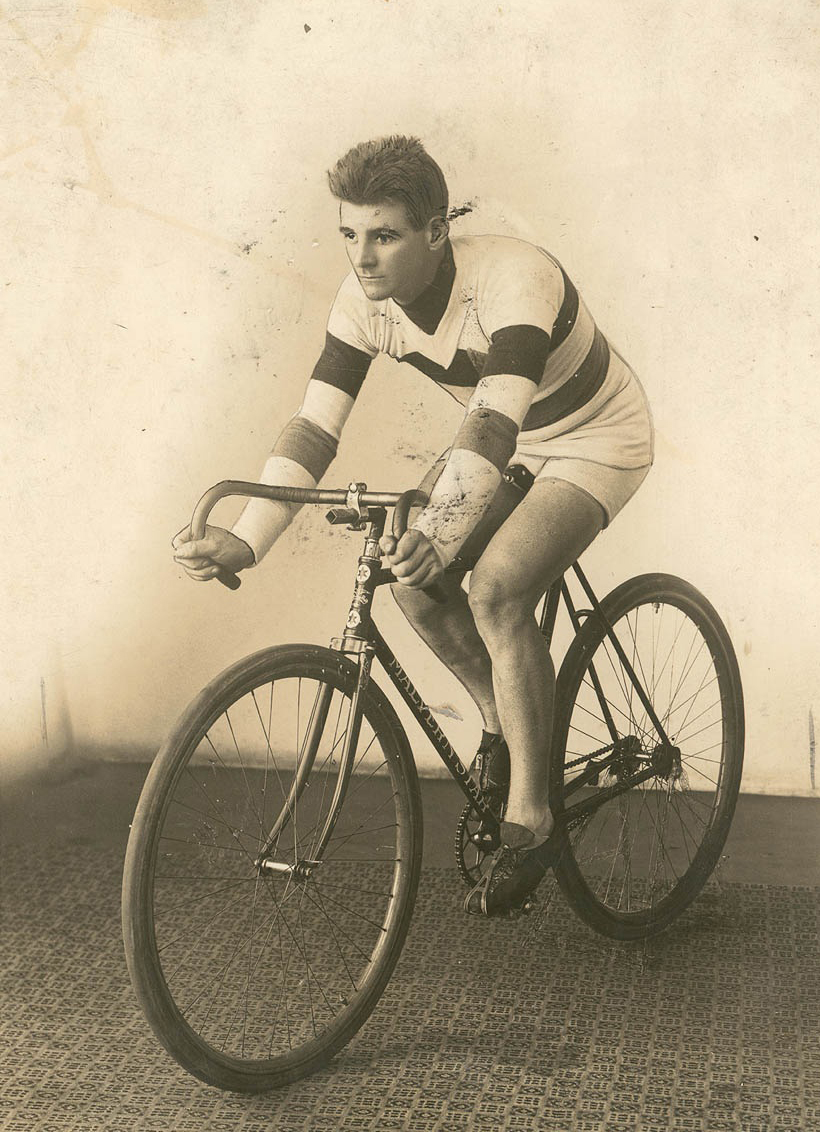
Hubert Opperman rond 1925

Sir Hubert Ferdinand (Oppy) Opperman (Rochester (Campaspe Shire), 29 mei 1904 – Knox City (Victoria), 18 april 1996) was een Australisch wielrenner en politicus.

## Levensloop

### Wielerloopbaan
Hubert Opperman stamde af van Duitse emigranten. Zijn vader was slager. Vanaf zijn vijftiende zat Opperman op de fiets als boodschappenjongen en telegrambesteller. Op zijn zeventiende werd hij onverwacht derde in De 80 Mijlen van de Fietsindustrie. Naar aanleiding daarvan zou hij een contract met rijwielfabrikant Bruce Small sluiten en diens fietsmerk Malvern Star gaan berijden. Deze verbintenis zou zijn hele carrière standhouden.
Op zijn twintigste werd hij voor het eerst Australisch kampioen op de weg.
Omdat hij in eigen land nauwelijks concurrentie ondervond kwam hij in 1928 per boot naar Europa, waar hij direct succes had. Op 27 mei 1928, enkele weken na aankomst, werd hij al derde in de klassieker Parijs-Brussel, achter tweevoudig wereldkampioen Georges Ronsse en Nicolas Frantz, die dat jaar de Ronde van Frankrijk op zijn naam zou schrijven. Aan diezelfde Tour van 1928 nam Opperman ook deel, samen met zijn twee minder getalenteerde landgenoten Perry Osborne en Ernest Bainbridge en Harry Watson, een Nieuw-Zeelander. Ze waren sterk in het nadeel ten opzichte van de fabrieksploegen, die uit tien man bestonden, zeker omdat er verscheidene ploegtijdritten waren. Hij werd desondanks achttiende op acht en een half uur achterstand. In 1931 werd hij nog eens twaalfde. In 1935 werd hij achtste op het Wereldkampioenschap op de weg, nadat hij de eerste ontsnappingspoging had gedaan.
Opperman viel vooral op door zijn uithoudingsvermogen. Hij won in 1928 de Bol d’Or, een 24-uurs race in Parijs. De laatste ronden werd hij, terwijl hij verder moest op de fiets van zijn tolk, door de vele Franse toeschouwers aangemoedigd: ‘Allez Oppy’. In 1932 reed hij een 24-uurs record met gangmaking op de baan, met een gemiddelde snelheid van 57,669 km/uur. Ook won Opperman in 1931 Parijs-Brest-Parijs, een klassieker die vanwege de lengte van zo’n 1200 kilometer slechts om de tien jaar werd verreden. Opmerkelijk genoeg moest de Australiër na 49 uur en 30 minuten fietsen in de sprint nog afrekenen met zijn tegenstanders Léon Louyet en Giuseppe Pancera. In 1937 reed hij in een recordtijd ‘Dwars door Australië’, van Perth naar Sydney. Opperman deed ruim dertien dagen over de 4854 kilometer.
In 1939, met het uitbreken van de Tweede Wereldoorlog, beëindigde Opperman zijn loopbaan als renner en trad toe tot het leger.
Gedurende zijn wielerloopbaan vestigde hij meer dan 100 wereldrecords.

### Politieke loopbaan

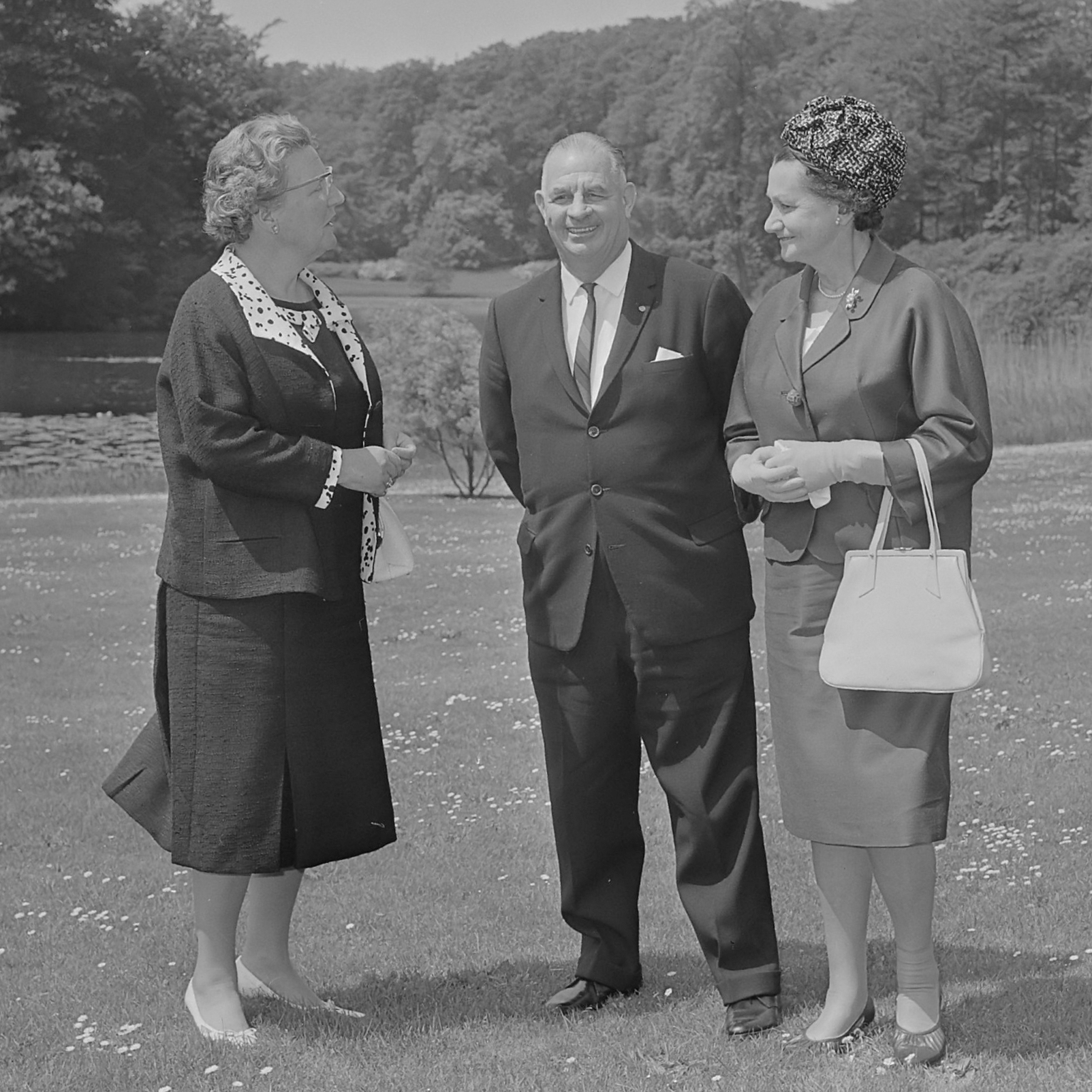
Hubert Opperman, minister van Arbeid en Immigratie voor Australië, met zijn vrouw op bezoek bij Koningin Juliana (1965)

Na zijn wielercarrière ging Opperman de politiek in. Van 1960 tot 1966 was hij voor de liberalen minister van Transport en daarna minister van Arbeid en Immigratie. Hij speelde een positieve rol in de hervormingen van de Australische immigratiepolitiek. Tot in de jaren zestig konden niet-Europeanen geen verblijfsvergunning krijgen in Australië.

### Overlijden en vernoeming
Hubert Opperman overleed op 91-jarige leeftijd aan een hartstilstand op de hometrainer. De Australische uitverkiezing tot Sporter van het Jaar heet de 'Sir Hubert Opperman-Medaille'.

## Belangrijkste overwinningen
1924
- Nationaal Kampioenschap op de weg, Elite

1925
- Nationaal Kampioenschap baan, Halve Fond, Elite

1926
- Nationaal Kampioenschap op de weg, Elite

1927
- Nationaal Kampioenschap op de weg, Elite

1928
- Bol d'Or

1929
- Nationaal Kampioenschap op de weg, Elite

1931
- Lyon-Genève-Lyon
- Parijs-Brest-Parijs

1939
- Wereldrecord baan, 100 mijl, Amateurs

## Grote rondes
Eindklasseringen in grote rondes, met tussen haakjes het aantal etappeoverwinningen.
| Jaar | Ronde van Italië | Ronde van Frankrijk | Ronde van Spanje |
| ---- | ---------------- | ------------------- | ---------------- |
| 1928 |                  | 18e                 |                  |
| 1929 |                  |                     |                  |
| 1930 |                  |                     |                  |
| 1931 |                  | 12e                 |                  |

## Ploegen
- 1924-Malvern Star
- 1925-Malvern Star
- 1926-Malvern Star
- 1927-Malvern Star
- 1928-Malvern Star
- 1928-Ravat-Wonder-Dunlop
- 1929-Malvern Star
- 1930-Malvern Star
- 1931-Elvish-Wolber
- 1932-Malvern Star
- 1933-Malvern Star
- 1934-Malvern Star
- 1935-Malvern Star

## Werk
- Pedals, Politics and People, 1977